# Püls-Bräu
Püls Bräu ist eine Bierbrauerei in der oberfränkischen Stadt Weismain.

## Geschichte
Im Püls Bräu wurde seit 1798 von der Familie Püls gebraut. Seit der Gründung der Brauerei war diese bis 2022 in der sechsten Generation im Familienbesitz. Am 1. Oktober 2022 wurde sie von der Bayreuther Brauerei Gebr. Maisel übernommen.

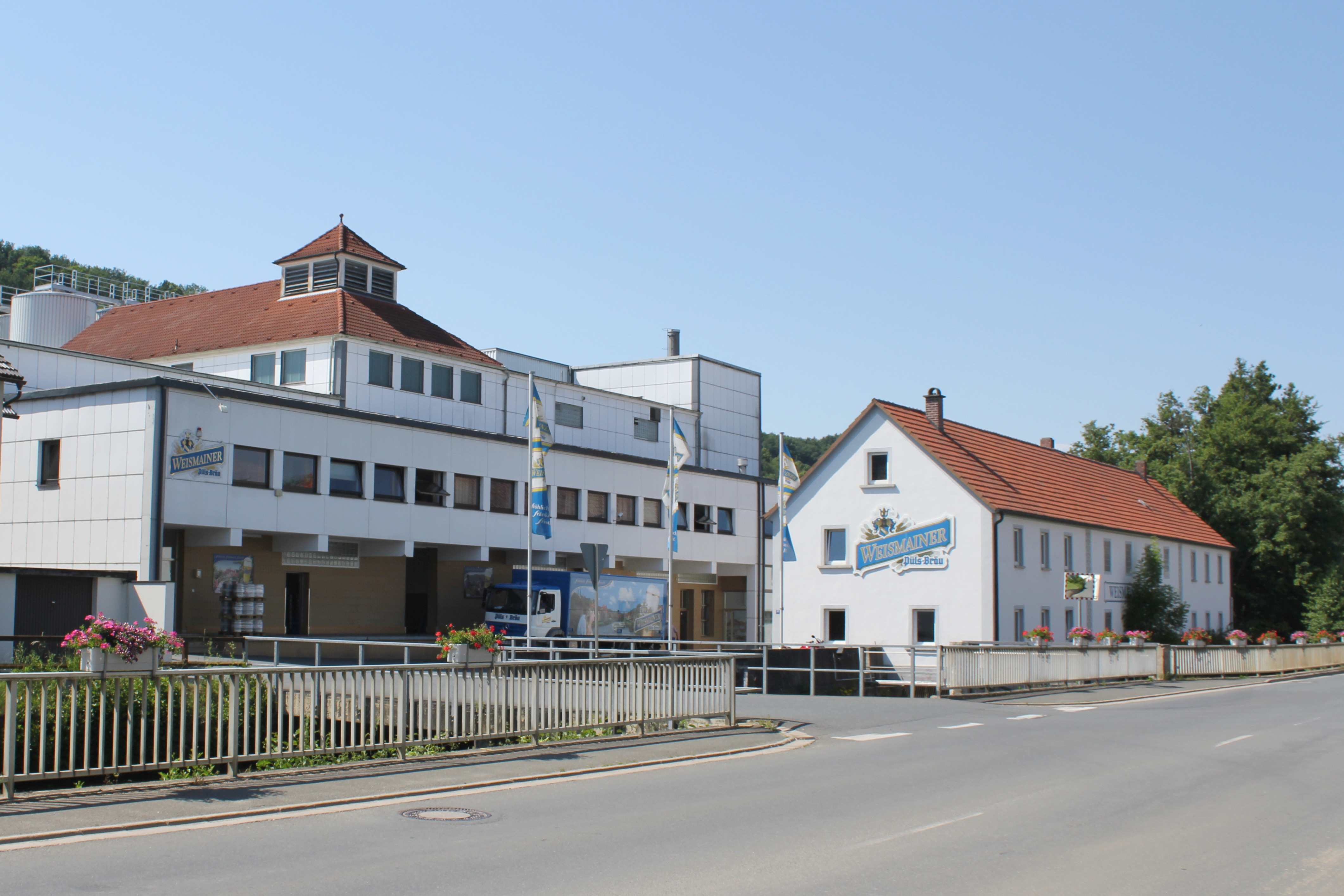
Brauerei Püls

Die Brauerei und ihre Produkte werden regelmäßig ausgezeichnet. Zum Beispiel gab es im Jahr 2019 acht Goldmedaillen für die Weismainer Biere und eine Goldmedaille für das Weismainer Mineralwasser, das Brauring-Qualitätssiegel und den höchsten DLG-Preis „Auszeichnung für langjährige Produktqualität“.

## Produktion
Das Produktsortiment im Bereich Bier umfasst 14 Sorten. Auch in den beiden anderen Produktbereichen Wasser und Libella können verschiedene Sorten erstanden werden. Die Lagerung der Getränke findet im Unternehmen in einer FCKW-freien Kühlanlage statt. Die Produktion des Bieres erfolgt in einem vollautomatischen Sudhaus, dem eine Gär- und Lagerhalle angeschlossen ist. In der Flaschenabfüllanlage können in einer Stunde bis zu 40.000 Flaschen abgefüllt werden. Weiterhin gehört zum Unternehmen eine Fuhrparkflotte. Den größten Absatz erzielt das Unternehmen in Bayern.
Der Verkauf des Püls Bräu erfolgt deutschlandweit in verschiedenen Supermärkten. Darüber hinaus bietet das Unternehmen Püls Bräu Interessierten ebenfalls an, das Bier von Haus aus zu verkaufen. Sämtliche Produkte des Unternehmens werden auch im firmeneigenen Getränkemarkt in Weismain vertrieben.

### Biersorten

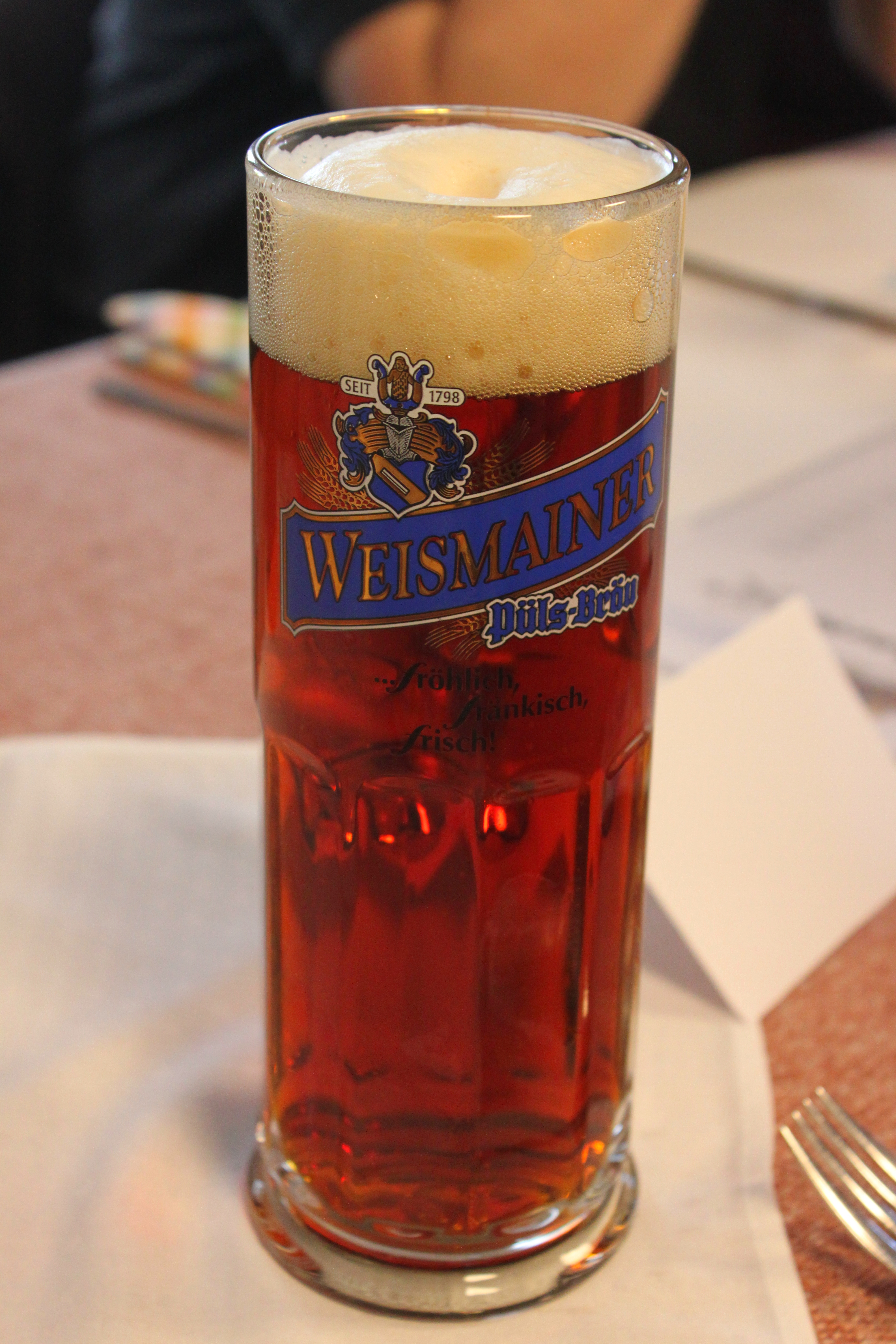
Altfränkischer Kellertrunk

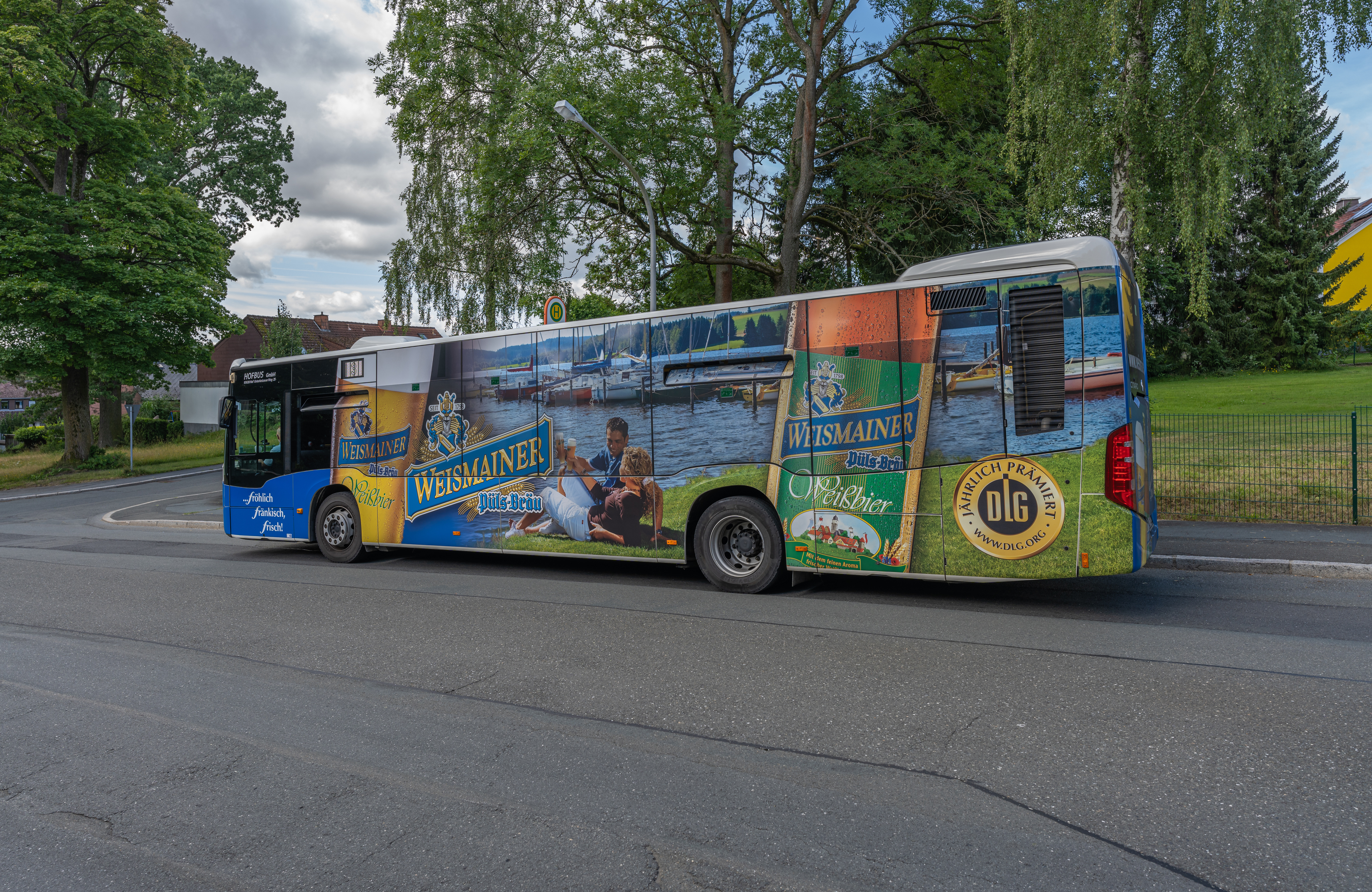
Werbung für Weißbier in Hof

Dauerhaft im Sortiment sind folgende Biere vertreten: Helles, „Landbier“, „Premium“, Krone Pils, „Hopfengold“, „Feinherb“, „Abt Knauer Bock dunkel“, Weißbier, „Korbmacherbier Flechterla“, leichtes und alkoholfreies Weißbier. Saisonal im Angebot befindet sich die Sorte „Abt Knauer Bock hell“, die von Oktober bis März offeriert wird.